# Митчелл, Шэрон
Шэрон Митчелл (англ. Sharon Mitchell; р. 18 января 1956, Нью-Джерси) — американская порноактриса, сексолог, специалист по социальной гигиене.

## Биография

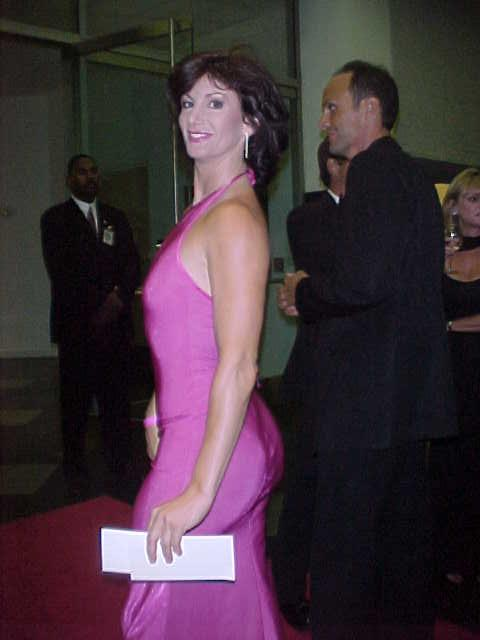

Оставшись сиротой, была удочерена католической семьей из округа Монмут. В 17 лет ненадолго вышла замуж. Работала в маленьких нью-йоркских театрах актрисой и танцовщицей. В 1975 году официально изменила своё имя в честь Марты Митчелл (жены Джона Н. Митчелла, генерального прокурора США в 1969—1972 годах) и начала карьеру порноактрисы.
В фильмах Шэрон в основном выступала в амплуа софт-буч. Её партнёрами были и мужчины (зачастую с ещё одной актрисой), но подобными сценами, как правило, отмечен ранний период её карьеры. Часто снималась как бондаж-модель в неподцензурных журналах, а в 1990-х годах практически полностью перешла на съемки в бондажных и садомазохистских фильмах, почти всегда снимаясь в роли доминирующей партнёрши.
В 1986 году на премьере фильма «Kamikaze Hearts» Митчелл познакомилась с порноактрисой Тигр, и вскоре они стали любовницами.
За время работы в порноиндустрии Митчелл перенесла герпес, хламидиоз, трихомониаз и гепатит, расшатавшие её здоровье. Кроме того, в течение 16 лет она страдала героиновой зависимостью, от которой в конце концов избавилась, охарактеризовав этот период как «сумеречное время».
Ночью 30 марта 1996 года Митчелл возвращалась домой после выступления в стрип-клубе. Как только она вставила ключ в замок своей квартиры, на неё набросился притаившийся на лестничной площадке мужчина. Он схватил Шэрон за горло, вцепился зубами в её щеку, сломал ей нос и изнасиловал. Захлебываясь кровью, Митчелл ударила насильника 10-фунтовой гантелью, и он потерял сознание, после чего Шэрон узнала в нём посетителя стрип-клуба, который ранее прерывал её выступления грубыми выкриками.
Позже она сказала: «Это был сигнал от Вселенной к пробуждению, момент просветления». После этого инцидента она появлялась в порно лишь спорадически.
Затем она прослушала курс сексологии и в январе 1998 года основала Фонд по охране здоровья работников индустрии для взрослых, проверяющий порноактёров на ЗППП и предоставляющий им необходимую информацию.
В 2003 году Митчелл окончательно покинула порно. Через некоторое время неаккредитованный сан-францисский Институт перспективных исследований человеческой сексуальности присвоил ей степень доктора философии по человеческой сексуальности.
В 2009 году она участвовала в документальном фильме «9to5 — Days in Porn» Йенса Хоффмана.
В 2011 году произошла утечка из базы данных фонда, где находились сведения о более чем 12 000 человек. Сведения, содержащие настоящие имена пациентов и их диагнозы, были выложены в Porn Wikileaks. Против фонда был подан иск по обвинению в нарушении конфиденциальности, и в мае фонд закрылся под угрозой банкротства.
Всего за свою карьеру Митчелл снялась в 651 порнофильме (включая компиляции) и поставила 29 фильмов.
Член Залов славы Legends of Erotica, AVN и XRCO.
Занимает 17-ю строчку в списке 50 порнозвёзд всех времен, составленном журналом Adult Video News (AVN).

## Премии
| Год  | Церемония | Категория                    | Работа       | Результат |
| ---- | --------- | ---------------------------- | ------------ | --------- |
| 1982 | CAFA      | Лучшая актриса второго плана | Blue Jeans   | Победа    |
| 1983 | CAFA      | Лучшая актриса               | Sexcapades   | Победа    |
| 1983 | CAFA      | Лучшая актриса второго плана | Night Hunger | Победа    |
| 1984 | AVN       | Лучшая актриса               | Sexcapades   | Победа    |

- 2001. Почётная премия Hot d'Or.
- 2008. Премия XBIZ за вклад в порноиндустрию[14].

## Избранная фильмография
- 1977. Barbara Broadcast.
- 1977. Violation of Claudia.
- 1981. Blue Jeans.
- 1982. Foxtrot.
- 1982. Luscious.
- 1983. Night Hunger.
- 1983. Sexcapades.
- 1983. Suzie Superstar.
- 1984. Never Sleep Alone.
- 1984. Spitfire.
- 1985. Surfside Sex.
- 1987. Barbara Dare’s Roman Holiday.
- 1987. Porsche.